# Bánfa
Bánfa là một thị trấn thuộc hạt Baranya, Hungary. Thị trấn này có diện tích 12,06 km², dân số năm 2010 là 197 người, mật độ 16 người/km².